# San José de la Loma
San José de la Loma är en ort i Mexiko, tillhörande kommunen Zumpango i delstaten Mexiko. San José de la Loma ligger i den centrala delen av landet och tillhör Mexico Citys storstadsområde. Orten hade 4 223 invånare vid folkräkningen 2010.